# Partito Africano per l'Indipendenza della Guinea e di Capo Verde
Il Partito Africano per l'Indipendenza della Guinea e di Capo Verde (in portoghese: Partido Africano para a Independência da Guiné e Cabo Verde - PAIGC) è un partito politico della Guinea-Bissau e, dal 1975 al 1980, anche di Capo Verde.

## Storia

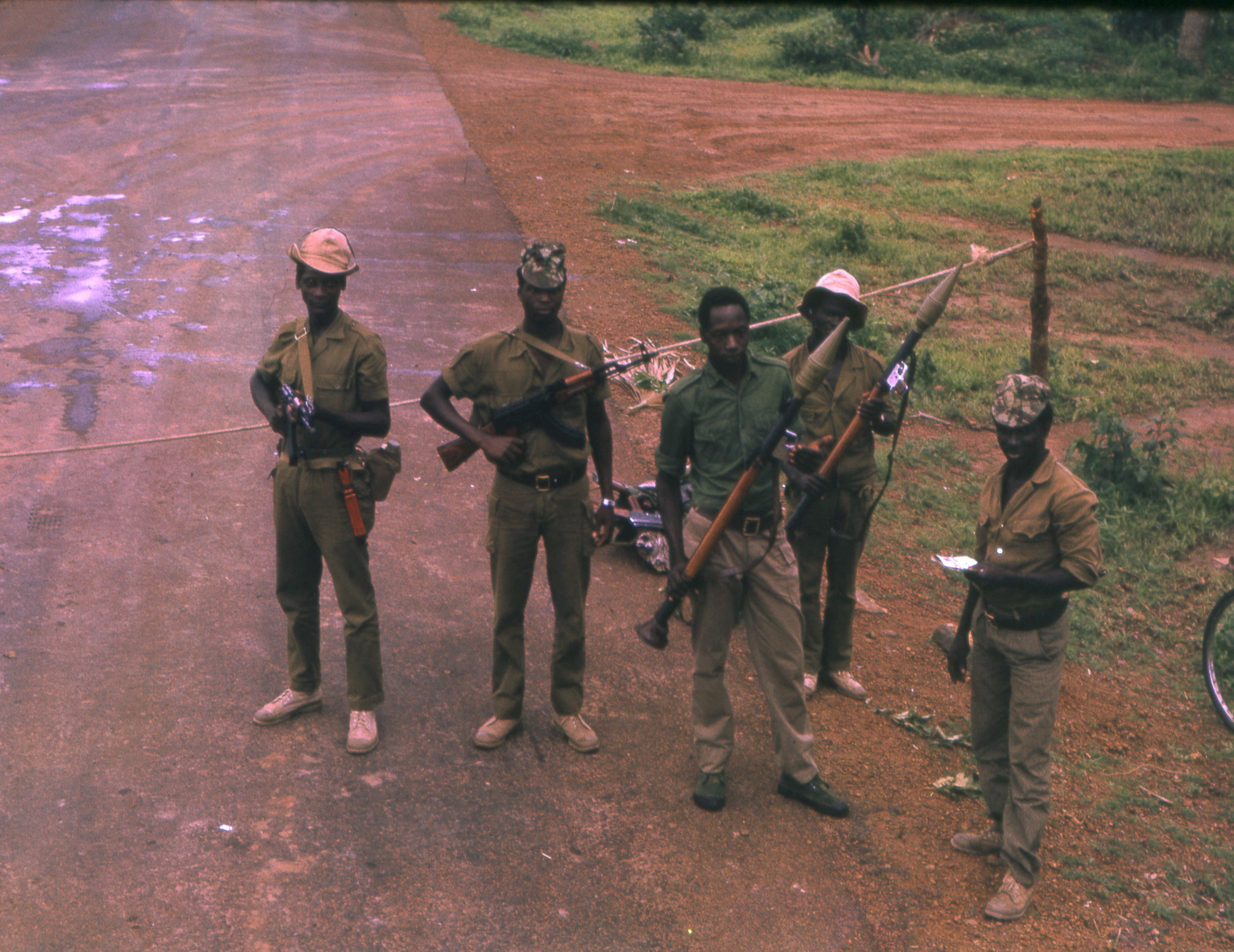
Un posto di controllo del PAIGC nel 1974.

Il partito fu fondato clandestinamente nel settembre del 1956 da Amílcar Cabral e da suo fratello Luís Cabral con lo scopo di promuovere l'indipendenza della Guinea-Bissau e di Capo Verde dal colonialismo portoghese.
Dopo l'indipendenza della Guinea-Bissau ottenuta nel 1973 il partito ha governato la Guinea-Bissau fino agli anni 1990 e poi dal 2004 al 2005.
Il PAIGC governò anche Capo Verde dalla sua indipendenza nel 1975 al 1980. A seguito del colpo di Stato militare in Guinea-Bissau del 1980, il ramo capoverdiano del PAIGC operò una scissione in un nuovo partito separato, il Partito Africano dell'Indipendenza di Capo Verde.
Durante le elezioni del 16 novembre 2008, il PAIGC conquistò 67 seggi sui 100 disponibili. Neanche una settimana dopo le elezioni legislative un comando di militari ammutinati ha attaccato la residenza presidenziale. Nello scontro a fuoco, avvenuto nella notte tra il 22 e il 23 dicembre, è rimasta uccisa una guardia del corpo del presidente delle Repubblica João Bernardo Vieira, ma il colpo di Stato è fallito.
Successivamente sono stati arrestati gli esecutori materiali dell'attacco: tra di loro, il leader del gruppo, Alexandre Tchama Yala, un sergente di marina imparentato con Kumba Ialá, ex presidente della Guinea-Bissau rientrato in patria dopo un esilio e massimo esponente del PRS (Partito del Rinnovamento Sociale), seconda forza del paese con 28 seggi conquistati.